# Karlebo
Karlebo er en landsby i Nordsjælland med 248 indbyggere  (2024). Karlebo er beliggende syv kilometer vest for Nivå og 33 kilometer nord for Københavns centrum. Byen ligger i Region Hovedstaden og tilhører Fredensborg Kommune.
Karlebo er beliggende i Karlebo Sogn.

## Etymologi
Karlebo er nævnt i Kong Valdemars Jordebog fra 1231 som Karlebothæ. Forleddet er ordet "karl, mens efterleddet er ordet "bod" - formentlig i betydningen "fæbod".

## Historie
Karlebo landsby bestod i 1682 af 14 gårde og 3 huse uden jord. Det samlede dyrkede areal udgjorde 269,9 tønder land skyldsat til 80,02 tønder hartkorn. Dyrkningsformen var trevangsbrug.